# Olympische Sommerspiele 1948/Teilnehmer (Ägypten)
| Gelbes Symbol für Goldmedaillen mit stilisierten Olympischen Ringen | Graues Symbol für Silbermedaillen mit stilisierten Olympischen Ringen | Braundes Symbol für Bronzemedaillen mit stilisierten Olympischen Ringen |
| ------------------------------------------------------------------- | --------------------------------------------------------------------- | ----------------------------------------------------------------------- |
| 2                                                                   | 2                                                                     | 1                                                                       |

Ägypten nahm an den Olympischen Sommerspielen 1948 in London mit einer Delegation von 85 männlichen Athleten an 53 Wettkämpfen in zwölf Sportarten teil. 
Die ägyptischen Athleten gewannen je zwei Gold- und Silbermedaillen sowie eine Bronzemedaille. Olympiasieger wurden die Gewichtheber Ibrahim Shams im Leichtgewicht und Mahmoud Fayad im Federgewicht.

## Teilnehmer nach Sportarten

### Basketball
- 19. Platz
Youssef Abou Ouf
Armand Catafago
Fouad Abdel Meguid El-Kheir
Mohamed Mohamed Habib
Abdel Rahman Hafez Ismail
Robert Makzoumi
Hassan Sayed Moawad
Youssef Mohamed
Hussain Montassir
Salah El-Dine Nessim
Mohamedi Soliman
Albert Tadros

### Boxen
- Mohamed Hamouda
Federgewicht: in der 1. Runde ausgeschieden

- Ezz El-Din Nasir
Leichtgewicht: in der 1. Runde ausgeschieden

- Gharib Afifi
Weltergewicht: in der 1. Runde ausgeschieden

- Moustafa Fahim
Mittelgewicht: im Achtelfinale ausgeschieden

- Mohamed El-Minabawi
Halbschwergewicht: im Achtelfinale ausgeschieden

### Fechten
- Osman Abdel Hafeez
Florett: im Halbfinale ausgeschieden
Florett Mannschaft: 5. Platz
Degen Mannschaft: im Viertelfinale ausgeschieden

- Hassan Tawfik
Florett: im Viertelfinale ausgeschieden
Florett Mannschaft: 5. Platz

- Mahmoud Younes
Florett: im Viertelfinale ausgeschieden
Degen: im Halbfinale ausgeschieden
Florett Mannschaft: 5. Platz
Degen Mannschaft: im Viertelfinale ausgeschieden
Säbel Mannschaft: im Viertelfinale ausgeschieden

- Mahmoud Abdin
Florett Mannschaft: 5. Platz

- Salah Dessouki
Säbel: im Halbfinale ausgeschieden
Florett Mannschaft: 5. Platz
Degen Mannschaft: im Viertelfinale ausgeschieden
Säbel Mannschaft: im Viertelfinale ausgeschieden

- Mohamed Zulficar
Säbel: im Viertelfinale ausgeschieden
Florett Mannschaft: 5. Platz
Säbel Mannschaft: im Viertelfinale ausgeschieden

- Jean Asfar
Degen: im Viertelfinale ausgeschieden
Degen Mannschaft: im Viertelfinale ausgeschieden

- Mohamed Abdel Rahman
Degen: im Viertelfinale ausgeschieden
Degen Mannschaft: im Viertelfinale ausgeschieden

- Farid Abou-Shadi
Säbel: im Viertelfinale ausgeschieden
Säbel Mannschaft: im Viertelfinale ausgeschieden

### Fußball
- im Achtelfinale ausgeschieden
Abdel Aziz El-Hammami
Ahmed Mekkawi
El-Sayed El-Dhizui
Abdel-Karim Sakr
Fouad Sedki
Hanafy Bastan
Helmi Mahati
Hussein Madkour
Mohammed Abou Habaga
Mohamed El-Guindi
Yehia Imam

### Gewichtheben
- Abdel Hamid Yacout
Bantamgewicht: 11. Platz

- Mahmoud Fayad
Federgewicht: Gold

- Ibrahim El-Dessouki
Federgewicht: 12. Platz

- Ibrahim Shams
Leichtgewicht: Gold

- Attia Hamouda
Leichtgewicht: Silber

- Khadr El-Touni
Mittelgewicht: 4. Platz

- Mohamed Ibrahim Saleh
Halbschwergewicht: 11. Platz

- Hanafi Moustafa
Schwergewicht: 5. Platz

### Leichtathletik
- Sayed Moukhtar
100 m: im Vorlauf ausgeschieden
Zehnkampf: 28. Sprung

- Rashid Khadr
800 m: im Vorlauf ausgeschieden

### Ringen
- Mohamed Abdel-El
Fliegengewicht, griechisch-römisch: in der 3. Runde ausgeschieden

- Mahmoud Hassan
Bantamgewicht, griechisch-römisch: Silber

- El-Sayed Mohamed Kandil
Federgewicht, griechisch-römisch: 6. Platz

- Mohamed Osman
Leichtgewicht, griechisch-römisch: in der 2. Runde ausgeschieden

- Kemal Munir
Weltergewicht, griechisch-römisch: in der 2. Runde ausgeschieden

- Abbas Ahmad
Mittelgewicht, griechisch-römisch: in der 2. Runde ausgeschieden
Mittelgewicht, Freistil: in der 2. Runde ausgeschieden

- Ibrahim Orabi
Halbschwergewicht, griechisch-römisch: Bronze

- Mohamed Abdel Hamid El-Ward
Fliegengewicht, Freistil: in der 2. Runde ausgeschieden

- Sayed Hafez Shehata
Bantamgewicht, Freistil: in der 3. Runde ausgeschieden

- Ibrahim Abdel Hamid
Federgewicht, Freistil: 6. Platz

- Mohamed Moussa
Leichtgewicht, Freistil: in der 3. Runde ausgeschieden

- Adel Ibrahim Moustafa
Weltergewicht, Freistil: in der 3. Runde ausgeschieden

- Mohamed Ragab El-Zaim
Halbschwergewicht, Freistil: in der 2. Runde ausgeschieden

### Rudern
- Mohamed El-Sayed
Einer: im Viertelfinale ausgeschieden

### Schwimmen
- Taha El-Gamal
100 m Freistil: 8. Platz
4-mal-200-Meter-Freistil-Staffel: im Vorlauf ausgeschieden

- Ali Bagdadi
100 m Freistil: im Vorlauf ausgeschieden
4-mal-200-Meter-Freistil-Staffel: im Vorlauf ausgeschieden

- Dorri Abdel Kader
100 m Freistil: im Vorlauf ausgeschieden
100 m Rücken: im Vorlauf ausgeschieden

- Jack Hakim
400 m Freistil: im Vorlauf ausgeschieden

- Ahmed Kandil
200 m Brust: im Vorlauf ausgeschieden
4-mal-200-Meter-Freistil-Staffel: im Vorlauf ausgeschieden

- Abdel Aziz Khalifa
4-mal-200-Meter-Freistil-Staffel: im Vorlauf ausgeschieden

### Turnen
- Ali Zaky
Einzelmehrkampf: 82. Platz
Boden: 89. Platz
Pferdsprung: 50. Platz
Barren: 69. Platz
Reck: 70. Platz
Ringe: 32. Platz
Seitpferd: 106. Platz
Mannschaftsmehrkampf: 13. Platz

- Moustafa Abdelal
Einzelmehrkampf: 86. Platz
Boden: 100. Platz
Pferdsprung: 97. Platz
Barren: 89. Platz
Reck: 81. Platz
Ringe: 56. Platz
Seitpferd: 89. Platz
Mannschaftsmehrkampf: 13. Platz

- Mohamed Roushdi
Einzelmehrkampf: 87. Platz
Boden: 109. Platz
Pferdsprung: 95. Platz
Barren: 55. Platz
Reck: 83. Platz
Ringe: 50. Platz
Seitpferd: 97. Platz
Mannschaftsmehrkampf: 13. Platz

- Ahmed Khalaf Ali
Einzelmehrkampf: 88. Platz
Boden: 101. Platz
Pferdsprung: 83. Platz
Barren: 79. Platz
Reck: 84. Platz
Ringe: 94. Platz
Seitpferd: 92. Platz
Mannschaftsmehrkampf: 13. Platz

- Ali El-Hefnawi
Einzelmehrkampf: 93. Platz
Boden: 80. Platz
Pferdsprung: 36. Platz
Barren: 87. Platz
Reck: 98. Platz
Ringe: 95. Platz
Seitpferd: 110. Platz
Mannschaftsmehrkampf: 13. Platz

- Mohamed Aly
Einzelmehrkampf: 94. Platz
Boden: 85. Platz
Pferdsprung: 81. Platz
Barren: 81. Platz
Reck: 89. Platz
Ringe: 91. Platz
Seitpferd: 116. Platz
Mannschaftsmehrkampf: 13. Platz

- Mahmoud Abdel-Aal
Einzelmehrkampf: 95. Platz
Boden: 97. Platz
Pferdsprung: 98. Platz
Barren: 56. Platz
Reck: 90. Platz
Ringe: 69. Platz
Seitpferd: 112. Platz
Mannschaftsmehrkampf: 13. Platz

- Ahmed Khalil El-Giddawi
Einzelmehrkampf: 107. Platz
Boden: 106. Platz
Pferdsprung: 104. Platz
Barren: 90. Platz
Reck: 96. Platz
Ringe: 104. Platz
Seitpferd: 111. Platz
Mannschaftsmehrkampf: 13. Platz

### Wasserball
- 7. Platz
Ahmed Fouad Nessim
Taha El-Gamal
Mohamed Khadry
Mohamed Haraga
Dorri Abdel Kader
Abdel Aziz Khalifa
Samir Gharbo
Mohamed Hemmat

### Wasserspringen
- Kamal Ali Hassan
Kunstspringen 3 m: 7. Platz
Turmspringen 10 m: 12. Platz

- Ismael Ramzi
Kunstspringen 3 m: 15. Platz

- Mohamed Ibrahim
Kunstspringen 3 m: 22. Platz

- Rauf Abdul Seoud
Turmspringen 10 m: 22. Platz

- Mohamed Abdel Khalek Allam
Turmspringen 10 m: 24. Platz